# Animafest Zagreb
El Festival Internacional de Cine de Animación de Zagreb, también conocido como Animafest Zagreb, es un festival de cine dedicado en su totalidad al cine de animación celebrado anualmente en Zagreb, Croacia. Fundado por la Asociación Internacional de Cine de Animación (ASIFA), el evento fue establecido en 1972. Animafest es el segundo festival de animación más antiguo del mundo, después del Festival Internacional de Cine de Animación de Annecy (creado en 1960).
La idea de crear el evento surgió a raíz del éxito mundial de los cortometrajes de animación producidos por autores pertenecientes a la Escuela de Cine de Animación de Zagreb en las décadas de 1950 y 1960. La candidatura de Zagreb para celebrar un festival permanente de cine de animación fue aceptada en la reunión de ASIFA de 1969 en Londres.
En el festival se entregan premios a cortometrajes, largometrajes, películas estudiantiles, películas infantiles, lugares específicos y competencia croata. Uno de estos premios se otorga en honor al animador Zlatko Grgić. El premio a la trayectoria, único para los festivales de cine de animación, fue establecido en 1986. En 2002 se añadió un premio por la destacada contribución a la teoría de la animación.